# Zenobianopsis caeca
Zenobianopsis caeca là một loài chân đều trong họ Holognathidae. Loài này được Hale miêu tả khoa học năm 1946.